# 드림스 컴 트루 (1984년 영화)
드림스 컴 트루(Dreams Come True)는 미국에서 제작된 맥스 칼마노위즈 감독의 1984년 코미디, 드라마, 판타지 영화이다. 마이클 샌빌 등이 주연으로 출연하였고 칼튼 J. 알브라이트 등이 제작에 참여하였다.

## 출연

### 주연
- 마이클 샌빌
- 스테파니 슈포드

### 조연
- 버트 키뇬
- 낸시 볼드윈
- 리처드 프랑스
- 빌 로버츠